# Palais Nonfinito
Le Palazzo Nonfinito est un des palais de Florence, situé via del Proconsolo. Commencé en  1593  par Alessandro di Camillo Strozzi, le palais actuel ne fut jamais terminé et c'est de son inachèvement qu'il tient son nom (« non fini »). 
Il héberge depuis 1869 le Musée national d'anthropologie et d'ethnologie de Florence.

## Histoire
Une chronique de Moyen Âge relate que se tenaient à son emplacement, une loggia et  une boutique appartenant à Camillo de Pazzi, détruites après leur rachat par Alessandro Strozzi et le déplacement de la population du quartier pour y établir un nouveau grand palais.
L'architecte engagé fut  Bernardo Buontalenti, artiste de la cour ; il commença les travaux, comme l'indiquent une inscription sur l'édifice, le 15 juillet 1593, et des études de sa main pour les finestre inginocchiate. 
En 1596 Alessandro en attribua une partie à son demi-frère Roberto, et l'entière disposition du palais l'année suivante. Peu de temps après, en 1600, l'architecte Buontalenti se retira de l'entreprise à cause de conflits  avec Camillo, le fils d'Alexandre, et avec Santi di Tito, l'architecte qui avait été était engagé pour la construction des escaliers.
Après une brève période, le piano nobile est confié à  l'architecte Vincenzo Scamozzi, de Vicenza, ainsi que son raccordement à la partie existante. Pendant  cette même période sont engagés Lodovico Cardi (dit Il Cigoli, probablement auteur de la cour, 1604) et Giovanni Battista Caccini (portails monumentaux sur du Proconsolo). À la mort de Scamozzi, Matteo Nigetti arriva sur le chantier.
Tous ces architectes réinterprètent, chacun dans son style,  le projet initial de Buontalenti, sans s'entendre globalement : la façade est asymétrique avec un énorme portail central et une corniche interrompue à gauche et reprise à droite à une hauteur différente ; mais l'extérieur a une forte plasticité par les éléments qui le composent, qui  donnent à l'ensemble une grande force  architecturale. 
La cour intérieure, peut-être due à  l'influence vénitienne  influence de Scamozzi, accorde  des éléments typiquement florentins (comme les serliennes) avec des colonnes doriques. Un groupe de marbre,  Persée et le dragon, se trouve dans une niche, dans l'axe de l'entrée principale.
Le chantier fut à la fin interrompu pour des causes financières. Le second étage ne fut jamais réalisé, et les armes des Strozzi se trouvent au niveau du premier, à l'angle du borgo Albizi.
Au début du  XIXe siècle, le palais passe à un Guasti, et en   1814  il fut cédé au  gouvernement toscan, qui y installa un de ses départements de la direction de la Police. Une porte  secrète permettait de faire entrer ses indicateurs (accès courant  de nombreux palais menant d'habitude à des magasins ou à des passages secondaires).
Quand Florence était la capitale de l'État italien  (1865-1871)  le palais accueillit le Conseil d'État, puis la direction des Postes et Télégraphe.
Sa dernière attribution est, depuis 1869, le siège du Museo Nazionale di Antropologia ed Etnologia, fondé par le sénateur Paolo Mantegazza.

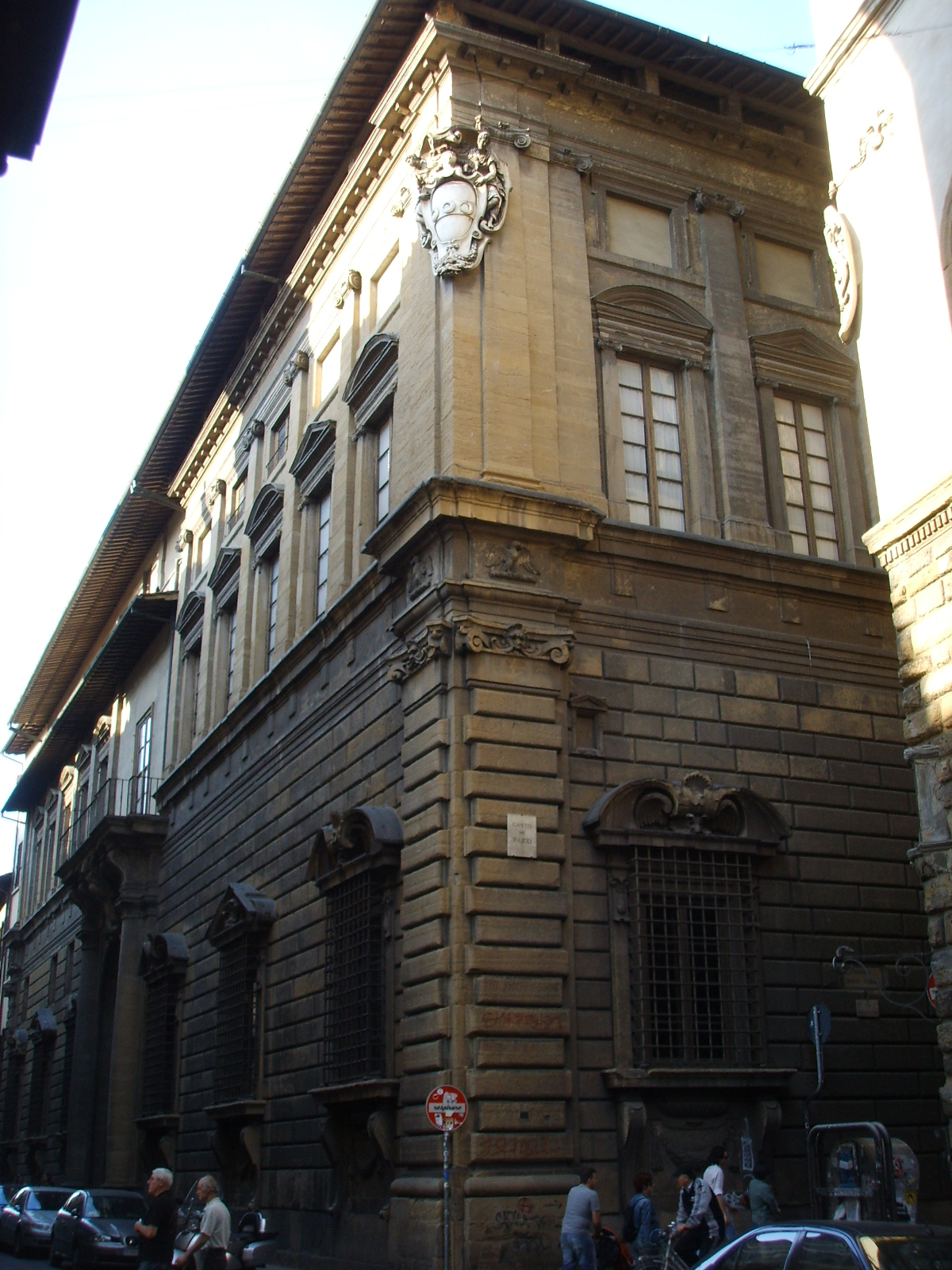
Façades d'angle du palais.
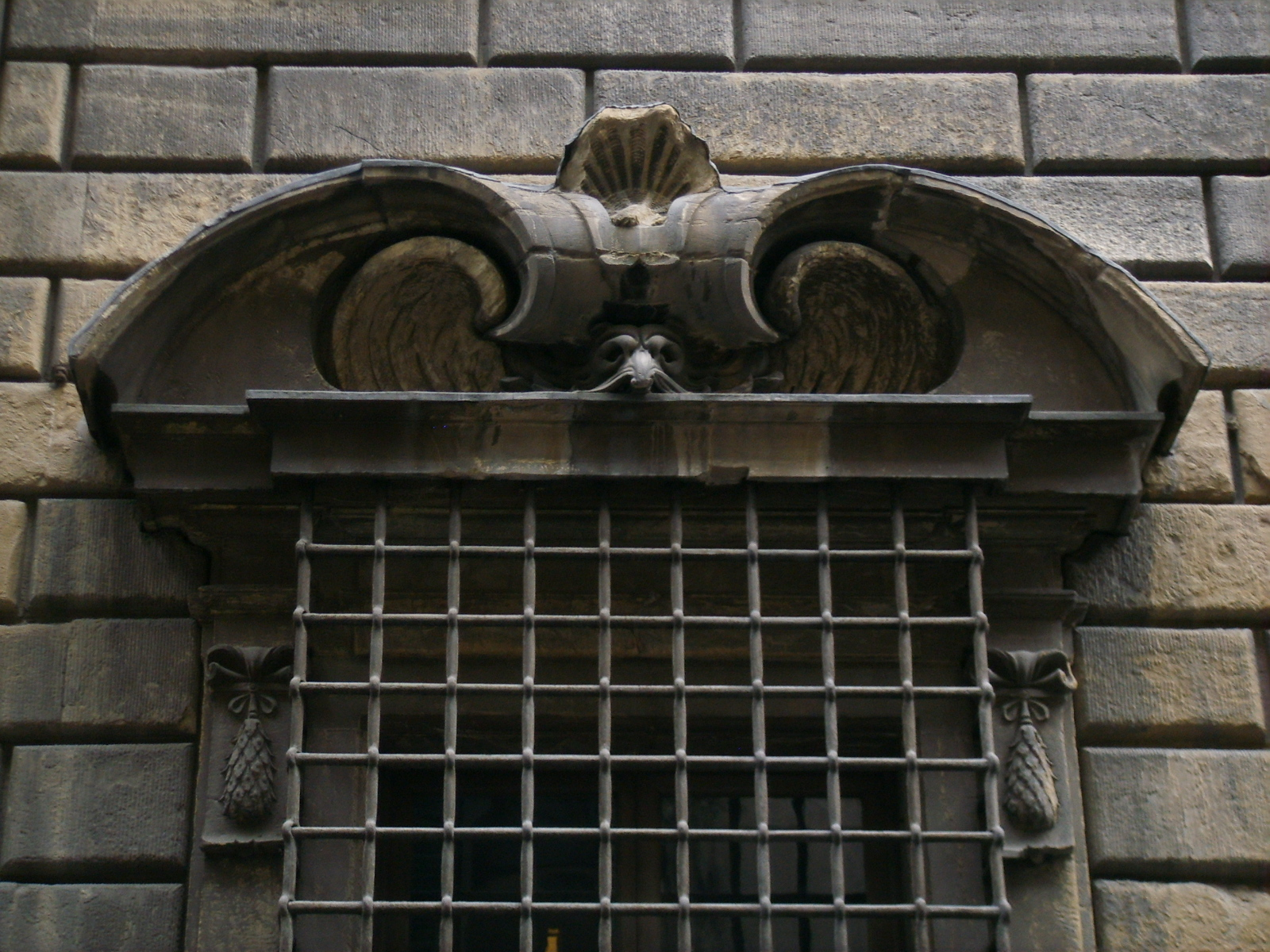
Mascarons de Buontalenti.